# Megamania

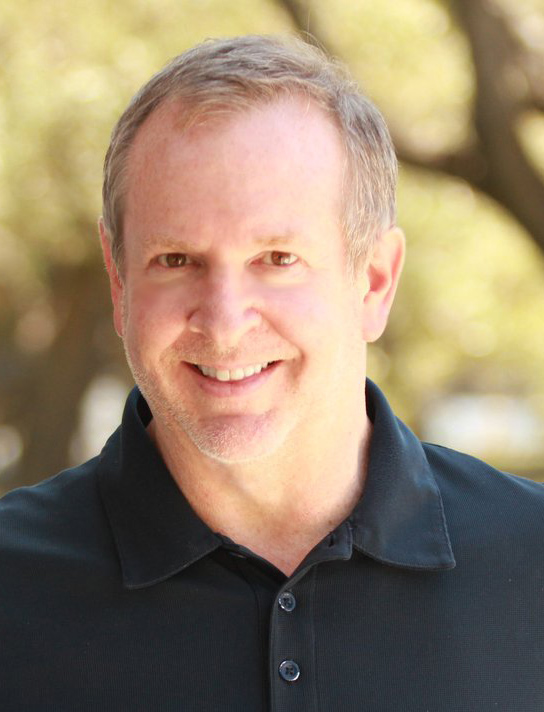
Steve Cartwright, ontwerper van het spel.

Megamania is een actiespel uit 1982, ontworpen door Steve Cartwright en uitgebracht door Activision voor de Atari 2600. Het ontwikkelen van het spel nam zes maanden in beslag, daarna werden nog drie maanden besteed aan het perfectioneren van het spel. Later werd het spel geporteerd naar de Atari 5200 en Atari 8 bit-familie door Glyn Anderson.
De Atari 2600-versie werd opgenomen in het Activision Anthology-verzamelpakket uit 2002. In mei 2010 kwam het spel tevens beschikbaar voor Xbox 360 en Windows als onderdeel van Game Pack 003, dat verspreid werd via de Game Room-dienst van Microsoft.

## Gameplay
De gameplay van Megamania is te vergelijken met die van Space Invaders. De vijanden in het spel zijn echter geen aliens en ruimteschepen, maar hamburgers, vlinderdassen en strijkijzers. Het doel in het spel is om deze vijanden uit te schakelen voordat de energiebalk onderaan het scherm leeg is. Wanneer een vijandig object de onderkant van het scherm bereikt, verschijnt het weer bovenaan totdat het wordt vernietigd.
Het spel kent ook grote overeenkomsten met Astro Blaster uit 1981, een spel van Sega. Beide spellen beschikken over een energiebalk en ook het ruimteschip van de speler is bijna identiek.
Wanneer de speler een score van 999.999 punten haalt eindigt het spel.

## Verschillen tussen Atari 2600 en Atari 5200-versie
Tussen de Atari 2600 en Atari 5200-versies zitten enkele verschillen, de 5200 kent de volgende verschillen:
- Het spel bevat geen titelscherm aan het begin van het spel.
- De vijandige objecten kennen meer details en kleuren.
- De namen van enkele vijandige objecten zijn veranderd. Zo kent het spel nu ijssandwiches in plaats van koekjes, koelkastmagneten in plaats van insecten en diamanten ringen in plaats van diamanten.

De versie voor de Atari 8 bit-familie is gelijk aan de Atari 5200-versie.

## Ontvangst
| Beoordeeld door       | Platform   | Datum            | Score |
| --------------------- | ---------- | ---------------- | ----- |
| Tilt                  | Atari 2600 | maart 1983       | 100%  |
| All Game Guide        | Atari 2600 | 1998             | 90%   |
| The Video Game Critic | Atari 5200 | 5 mei 2001       | 83%   |
| The Video Game Critic | Atari 2600 | 3 september 2001 | 50%   |
| VideoGame             | Atari 2600 | maart 1991       | 20%   |

## Trivia
- De speler kon een officiële Megamaniac worden wanneer hij of zij een score van 45.000 punten haalde en een bewijs hiervan opstuurde naar Activision. Als beloning kreeg men een Megamaniac-embleem.[2]
- De muziekgroep The Tubes nam een themanummer voor het spel op, dat gebruikt werd in een reclame voor het spel.[3]